# موسوعة كودانشا عن اليابان
تُعدّ موسوعة كودانشا عن اليابان موسوعة شاملة باللغة الإنجليزية نُشرت لأول مرة سنة 1983، وتتناول الموسوعة طيفًا واسعًا من المواضيع المتعلقة باليابان.

## تاريخ الموسوعة
نُشرت موسوعة كودانشا لأول مرة عبر دار كودانشا عام 1983، تلاها مجلد تكميلي سنة 1986. في عام 1993، صدرت نسخة محدَّثة في مجلدين، إلى جانب نسخة مختصرة (ومحدَّثة) في مجلد واحد، شكّلت هذه الأخيرة أساس النسخة الإلكترونية من الموسوعة، والتي لم تعد متاحة كموقع مستقل منذ يونيو/حزيران عام 2010. غير أنّ الوصول للموسوعة عبر الشبكة العنكبوتية لا يزال ممكنا عبر قاعدة بيانات "معرفة اليابان" (JapanKnowledge).

## محتوى الموسوعة
أُعدّت موسوعة كودانشا بمساهمة مشتركة من 680 باحث ياباني و524 باحث غير ياباني من 27 دولة. ضمّت قائمة المستشارين في الموسوعة أسماء مثل إدوين رايشاوير، وجيرالد كورتيس، ورونالد دور، وجون ويتني هال. وعزرا فوغل، وإريي أكيرا، وتسورو شيغيتو. كتب الباحثون اليابانيون 40% من محتوى الموسوعة، فيما كتب الباحثون الأجانب النسبة المتبقية (60%). كانت الغالبية العظمى من المقالات من تأليف باحثين يابانيين وأمريكيين. كما تضمّ الموسوعة عددًا كبيرًا من المقالات المترجمة إلى الإنجليزية من موسوعات يابانية.
تشمل الموسوعة أكثر من 11,000 مدخلا موزعا على 37 فئة مختلفة من المعلومات، تشمل الفئات التقليدية في الموسوعات مواضيع مثل التاريخ، والأدب، والفن، والدين، والاقتصاد، والجغرافيا، إلى جانب مجالات إضافية مثل العلوم، والتقانة، والقانون، والمرأة، وعالم النبات والحيوان، والطعام، والملبس، والرياضة، وأوقات الفراغ. تتضمن الموسوعة على نحو 1000 رسم توضيحي، تشمل صورًا ضوئية وخرائط ومخططات بيانية وجداول ورسومات بيانية. أما المجلد التاسع المخصّص للفهرسة، فيحتوي على الأسماء والكلمات التي وردت في نصوص الموسوعة دون أن تُخصَّص لها مداخل مستقلة.
صيغت مقالات الموسوعة بما يناسب جمهورًا واسعًا من القراء، بداية من طلاب المرحلة الثانوية، مرورًا برجال الأعمال، ووصولًا إلى الدبلوماسيين، مع الحرص على أن تُشكّل المقالات مدخلًا أوليًا جيّدًا للدارسين المتقدمين ممن لديهم خلفية عن اليابان.
يتفاوت طول المقالات تفاوتًا كبيرًا, فبعضها لا يتجاوز طوله فقرة واحدة، في حين أن العناوين العامة مثل "تاريخ اليابان" قد تمتدّ إلى نحو 70,000 كلمة. تُوقَّع الكثير من المقالات، ولا سيما الطويلة منها، بأسماء مؤلفيها. كما تُرفَق العديد من المقالات بقوائم مقترحة للقراءات الإضافية بلغات متعددة، أبرزها الإنجليزية واليابانية. تُذكر الأسماء اليابانية بترتيبها الأصلي، أي يبدأ الاسم باسم العائلة يليه الاسم الشخصي.

## الاستشهادات
1. ↑  McDowell، Edwin (11 أكتوبر 1983). "Major Encyclopedia on Japan Written in English". نيويورك تايمز. مؤرشف من الأصل في 2024-12-11. اطلع عليه بتاريخ 2016-11-03.
2. ↑  "Japan: An Illustrated Encyclopedia". Tokyo: Kodansha. 1993. ISBN:4069310983. OCLC:489640156. {{استشهاد بموسوعة}}: الوسيط |title= غير موجود أو فارغ (مساعدة)